# Rheum webbianum
Rheum webbianum är en slideväxtart som beskrevs av John Forbes Royle. Rheum webbianum ingår i släktet rabarbersläktet, och familjen slideväxter. Inga underarter finns listade i Catalogue of Life.